# Beata Vergine Maria Addolorata a Piazza Buenos Aires (titre cardinalice)
Le titre cardinalice de Beata Maria Vergine Addolorata a Piazza Buenos Aires a été institué par le pape Paul VI le 7 juin 1967 dans la constitution apostolique Sunt hic Romae.
Attaché à l'église Santa Maria Addolorata a piazza Buenos Aires, église nationale argentine à Rome bâtie au début du XXe siècle et dans laquelle officient des membres du clergé argentin, ce titre de cardinal-prêtre est depuis, traditionnellement attribué à un archevêque argentin.

## Titulaires
- Nicolás Fasolino (1967-1969)
- vacant (1969–1973)
- Raúl Francisco Primatesta (1973-2006)
- Estanislao Esteban Karlic (2007-2025)

## Source
- (it) Cet article est partiellement ou en totalité issu de l’article de Wikipédia en italien intitulé « Beata Vergine Maria Addolorata a Piazza Buenos Aires (titolo cardinalizio) » (voir la liste des auteurs).